# Gladiators Pearls
Die Gladiators Pearls Cheerleaders (GPC) sind eine Schweizer Cheerleader-Gruppe des Cheerleading und Cheerdance Verband Schweiz (CCVS).

## Geschichte

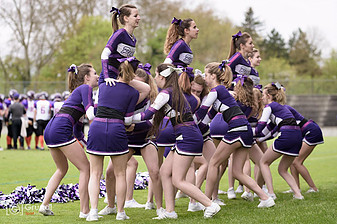
Heimspiel der Gladiators beider Basler (12. Juni 2016)

Die GPC wurden im Februar 2011 gegründet. Seither sind sie bei den Gladiators, das American Football Team (NLA) beider Basler bei allen Heimspielen.
Nebst Stunts und Cheers an der Seitenlinie des Spielfeldes, sind die GPC auch dazu da, das Publikum in der Halbzeit mit einer Halbzeitshow zu unterhalten. Diese besteht aus Tanz, Pyramiden, Stunts und Jumps.
Seit 2013 befassen sie sich auch mit offiziellen Cheerleading-Meisterschaften und sind seit dem an jeder, in der Schweiz stattfindenden, Meisterschaft dabei.
Von 2013 bis 2015 spezialisierten sie sich auf Groupstunts und Partnerstunts. Im Jahr 2015 traten sie zum ersten Mal als ganzes Team an der offenen Europa-Meisterschaft (European Open) unter der Kategorie «Senior Coed Cheer» an.

## Teams
- Gladiators Pearls und Unicorns (22. Juli 2016)Gladiators Pearls Sideline Team

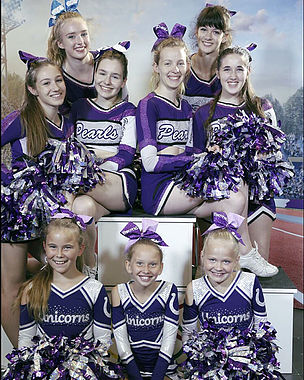
Gladiators Pearls und Unicorns (22. Juli 2016)

- Gladiators Phoenix Senior Coed Team
- Gladiators Shells Junior All-Girl Team
- Gladiators Unicorns Peewee All-Girl Team

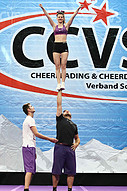
Schweizermeisterschaft 2016 (21. Mai 2016)

## Erfolge

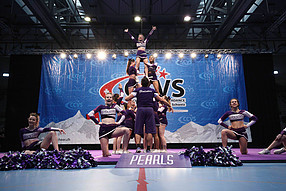
European Open Paris (7. November 2015)

### Schweizermeisterschaft 2016
2. Platz Partnerstunt
3. Platz Senior Coed Cheer

### Spirit Fever Open 2016
3. Platz Senior Coed Cheer

### European Open 2015
1. Platz Small Senior Coed Cheer

### Schweizermeisterschaft 2015
1. Platz Senior Coed Groupstunt
2. Platz Partnerstunt

### Spirit Fever Open 2015
2. Platz Coed Groupstunt

### European Open Paris 2014
3. Platz Senior Coed Cheer

### Schweizermeisterschaft 2014
2. Platz Coed Groupstunt
2. Platz Partnerstunt
2. Platz Hip Hop Double Dance
3. Platz Hip Hop Double Dance

### Spirit Fever Open 2014
1. Platz Senior Coed Groupstunt
1. Platz Partnerstunt